# Power pop
Power pop je glazbeni žanr koji je nastao iz britanske i američke pop glazbe iz 60.-tih godina.